# Rafael Mújica
Rafael Mújica González (Las Palmas de Gran Canaria, España, 29 de noviembre de 1927-Madrid, España, 12 de abril de 1987) fue un futbolista español que jugaba como defensa.

## Clubes
| Club                    | País   | Año       |
| ----------------------- | ------ | --------- |
| Club Atlético de Madrid | España | 1947-1948 |
| Real Gijón              | España | 1948      |
| Club Atlético de Madrid | España | 1948-1956 |
| Córdoba C. F.           | España | 1956      |
| C. D. Málaga            | España | 1956      |
| U. D. Las Palmas        | España | 1956-1959 |